# 约翰·特利比
约翰·特利比（英語：John Tribby，1903年10月30日—1983年2月），美国音频工程师。他參與制作的电影格里斯查中士之案被提名奥斯卡最佳音效奖

## 部分影视作品
- 格里斯查中士之案（英语：The Case of Sergeant Grischa (film)） (1930)[1]